# لو جیا (هان غربی)

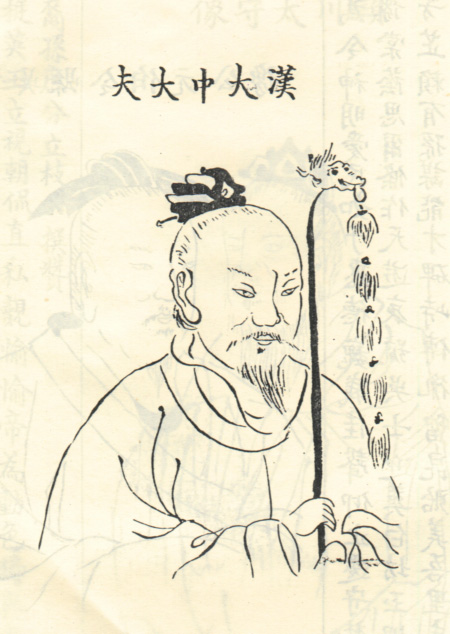
چهره لو جیا فیلسوف هان تبار

لو جیا (陸賈؛ درگذشته ۱۷۰ پیش از میلاد) فیلسوف و سیاستمدار چینی در دودمان هان غربی بود.